# Osvaldo Pedro Camozzato
Osvaldo Pedro Camozzato (Lagoa Vermelha, 7 de abril de 1935 — Curitiba, 21 de junho de 1988) foi um advogado e político brasileiro, ex-prefeito do município gaúcho de Sananduva em duas legislaturas: de 1973 a 1977 e 1983 a 1988. 
Durante sua gestão, foi fundado o Museu Histórico-cultural Sananduvense, localizado na praça central da cidade.